# 刘太格
刘太格 (英語：Liu Thai Ker, 1938年2月23日—)是新加坡建筑师，城市规划师。

## 生平
1938年出生于英属马来亚麻坡，祖籍福建省泉州市永春县湖洋镇。1962年毕业于新南威尔士大学建筑系。 1965年毕业于耶鲁大学城市规划系。 在耶鲁大学求学期间认识贝聿铭，毕业后进入他在纽约的建筑事务所工作。1969年返回新加坡并进入政界。1979年成为新加坡国家发展部建屋发展局局长。1992年退休后担任新加坡雅思柏设计事务所董事，2017年12月离职成立自己的事务所-墨睿设计事务所。

## 家庭
父亲是画家刘抗，南洋画派创始人。